# Maximes et réflexions sur la comédie
Die Maximes et réflexions sur la comédie  (Maximen und Reflexionen über die Komödie) sind ein Werk von Jacques Bénigne Bossuet (1627–1704), einem bedeutenden französischen Geistlichen, Theologen und Schriftsteller des 17. Jahrhunderts.

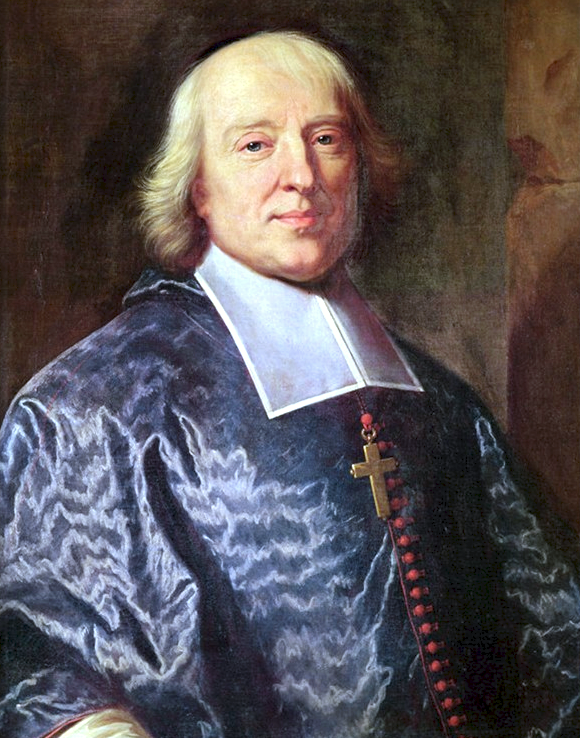
Jacques Bénigne Bossuet (1627-1704)

## Kurzeinführung
Bossuet, bekannt für seine bedeutenden religiösen Schriften und Predigten, veröffentlichte Maximes et réflexions sur la comédie im Jahr 1694. In diesem Werk äußert er seine Ansichten und Überlegungen zur Komödie. Bossuet, der ein strenger Anhänger der katholischen Kirche war, kritisierte in diesem Werk die Komödie als eine Form der Unterhaltung, die seiner Meinung nach moralisch fragwürdig sei und dem christlichen Glauben und den moralischen Werten widerspreche.
Bossuet kritisiert in seinen Maximen und Reflexionen 20 Jahre nach dem Tod des berühmten Schriftstellers und Theaterdirektors Molière dessen Komödien, die durch ihre oft frivol-lustigen Darstellungen und Inhalte den Respekt vor Tugend und Moral untergraben würden, und zitiert anlässlich von Molières Zusammenbruch auf offener Bühne aus dem Lukasevangelium: „Wehe euch, die ihr jetzt lacht, denn ihr werdet klagen und weinen.“ (Lk 6,25 )
Über das Schaffen des Komponisten Lulli (1632-1687) beispielsweise urteilte er darin:

„Seine [draußen] in der Welt so häufig wiederholten Melodien dienen nur dazu, die maßlosesten Leidenschaften einzuflößen.“

Bossuet war wie viele seiner Zeitgenossen gegen das Theater. Im Jahr 1694 kam es zu einer Polemik zwischen ihm und Pater Caffaro, der behauptete, dass man unschuldig und ohne Folgen für die Moral dramatische Werke schreiben und aufführen könne. Bossuet greift die Argumente dieser Polemik in den Maximes et réflexions sur la comédie auf.
Bossuets Sichtweise auf die Komödie war stark von seiner religiösen und moralischen Überzeugung geprägt, wobei sein Werk Maximes et réflexions sur la comédie seine konservative Haltung gegenüber diesem literarischen Genre reflektiert.
Eine neue französische Ausgabe von Patricia Touboul vereint die Maximes et Réflexions sur la Comédie zusammen mit den Stücken des Streits zwischen Bossuet und dem Theatiner Caffaro sowie Bossuets Abhandlung über die Konkupiszenz (Traité de la concupiscence).